# Crotalaria ukingensis
Crotalaria ukingensis är en ärtväxtart som beskrevs av Hermann August Theodor Harms. Crotalaria ukingensis ingår i släktet sunnhampor, och familjen ärtväxter. Inga underarter finns listade i Catalogue of Life.